# Cheilea dormitoria
Cheilea dormitoria is een slakkensoort uit de familie van de Hipponicidae. De wetenschappelijke naam van de soort is voor het eerst geldig gepubliceerd in 1858 door Reeve.